# Uniwersytet w Heidelbergu

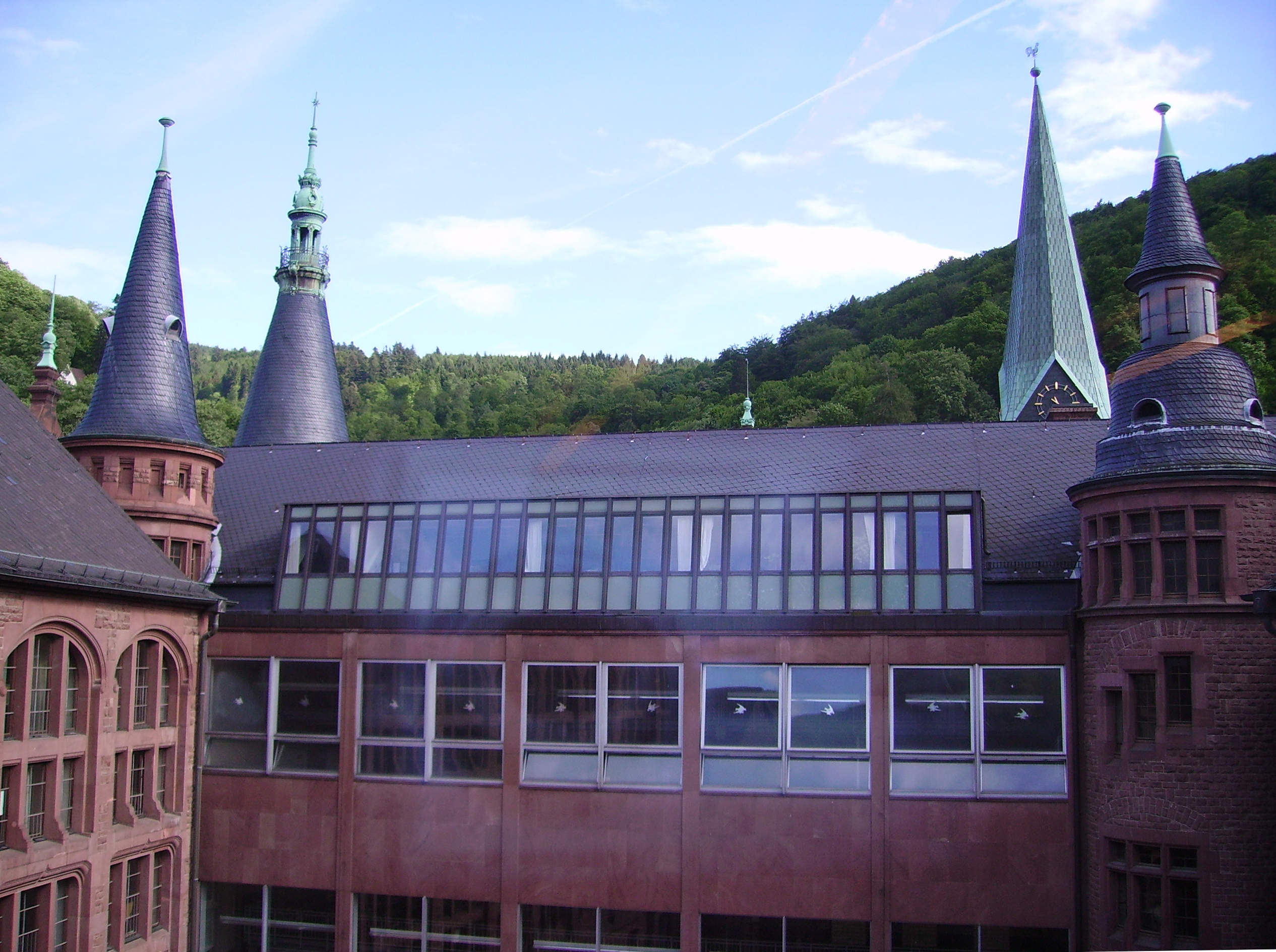
Fragment budynku uniwersyteckiej biblioteki

Uniwersytet w Heidelbergu, pełna nazwa: Uniwersytet Ruprechta i Karola w Heidelbergu (niem. Ruprecht-Karls-Universität Heidelberg) – najstarsza i jedna z czołowych uczelni w granicach współczesnych Niemiec.
Od 2012 r. zaliczany jest do elitarnych uniwersytetów w Niemczech i w ramach „Inicjatywy Doskonałości” wspierany jest finansowo przez rząd zgodnie z założeniami programu.
W roku 2018 na Uniwersytecie studiowało 29 689 studentów i zatrudniał on 5910 pracowników naukowych, w tym 533 profesorów.

## Historia
Uniwersytet powstał w czasie wielkiej schizmy. Został ufundowany w 1386 r. przez Ruprechta I, elektora Palatynatu, na mocy bulli papieża Urbana VI wydanej 23 października 1385 r. Był trzecim uniwersytetem Świętego Cesarstwa Rzymskiego (po uniwersytetach w Pradze i Wiedniu). Celem powstania uniwersytetu było nauczanie filozofii, teologii, prawoznawstwa oraz medycyny. Pierwszym rektorem był, sprowadzony z Sorbony, nominalista Marsyliusz z Inghen. Jednym z kolejnych rektorów był koncyliarysta Mateusz z Krakowa.
Reformacja wywarła duży wpływ na uniwersytet, stał się on wówczas centrum kalwinizmu. Wydany w 1563 roku Katechizm Heidelberski był, w dużym stopniu, opracowany przez osoby związane z uczelnią.
W czasie wojny trzydziestoletniej intelektualne i finansowe znaczenie uniwersytetu uległo osłabieniu. W 1622 roku, po zdobyciu Palatynatu przez wojska Ligi Katolickiej, zbiory Bibliotheca Palatina zostały wywiezione do Rzymu.
W 1693 roku, w trakcie wojny z Francją, uniwersytet został zniszczony i czasowo zamknięty. W XVIII wieku, na skutek działań kontrreformacji, uczelnia straciła swój protestancki charakter i podupadła.
W 1802 została zreorganizowana i przekształcona w instytucję państwową przez Karola Fryderyka. Od tego czasu nosi ona imiona obu władców. W kręgu Uniwersytetu rozwinął się prąd literacko-artystyczny zwany romantyzmem heidelberskim.

## Rankingi
Uniwersytet rokrocznie zajmuje wysokie pozycje w krajowych i międzynarodowych rankingach.
| Nazwa rankingu                         | Miejsce w Niemczech | Miejsce w Europie | Miejsce na świecie |
| -------------------------------------- | ------------------- | ----------------- | ------------------ |
| Shanghai Ranking of World Universities | 1                   | 12                | 47                 |
| QS World University Rankings           | 3                   | 19                | 66                 |
| Times Higher Education Ranking         | 3                   | 13                | 44                 |
| Best Global Universities Ranking       | 2                   | 14                | 54                 |

## Laureaci nagrody Nobla

### Wykładowcy i pracownicy naukowi
- Philipp Lenard – w 1866 uzyskał stopień doktora, a od 1896 był profesorem fizyki teoretycznej w Heidelbergu
- Albrecht Kossel – dyrektor Instytutu Fizjologii
- Otto Meyerhof – studiował w Heidelbergu, w latach 1929–1938 pracował w Instytucie Badań Medycznych
- Karl Volkmar Stoy – kierownik Katedry Pedagogiki w latach 1865–1874
- Richard Kuhn
- Walther Bothe
- Georg Wittig
- Bert Sakmann
- J. Hans D. Jensen
- Fritz Lipmann
- André Michel Lwoff – odbył staż u Otto Meyerhofa w latach 1932–1933
- Severo Ochoa de Albornoz
- George Wald – odbył staż u Otto Meyerhofa
- Rudolf Mößbauer
- Olimpia Fulvia Morata

### Studenci
- Carl Josef Bayer
- Adolf von Baeyer
- Auguste Beernaert
- Max Born
- James Franck
- Charles-Albert Gobat
- Fritz Haber
- Heike Kamerlingh Onnes
- Wolfgang Ketterle
- Hans Spemann
- Carl Spitteler
- Otto Heinrich Warburg